# Nyctiphrynus rosenbergi
A Nyctiphrynus rosenbergi a madarak (Aves) osztályának lappantyúalakúak (Caprimulgiformes) rendjéhez, ezen belül a lappantyúfélék (Caprimulgidae) családjához tartozó faj.

## Rendszerezése
A fajt Ernst Hartert német ornitológus írta le 1895-ben, a Caprimulgus nembe Caprimulgus rosenbergi néven.

## Előfordulása
Dél-Amerika északnyugati részén, Kolumbia és Ecuador területén honos. Természetes élőhelyei a szubtrópusi vagy trópusi hegyi esőerdők. Állandó, nem vonuló faj.

## Megjelenése
Testhossza 21 centiméter.

## Életmódja
Rovarokkal, különösen bogarakkal és lepkékkel táplálkozik.

## Természetvédelmi helyzete
Az elterjedési területe nem nagy és az emberi tevékenység hatására csökken, egyedszáma is csökken. A Természetvédelmi Világszövetség Vörös listáján mérsékelten fenyegetett fajként szerepel.